# Николаус фон Ольденбург
Николаус Фридрих Вильгельм Ольденбургский (нем. Nikolaus Friedrich Wilhelm von Holstein-Gottorp, Erbgroßherzog von Oldenburg; 10 августа 1897, Ольденбург — 3 апреля 1970, Растеде) — немецкий принц и аристократ. Наследный великий герцог Ольденбургский из династии Гольштейн-Готторпы (1900—1918). Глава Ольденбургского дома с 1931 года до своей смерти.

## Ранняя жизнь
Николаус родился в Ольденбурге, столице великого герцогства Ольденбург. Третий ребёнок и старший сын Фридриха Августа II (1852—1931), последнего правящего великого герцога Ольденбургского (1900—1918), (сына Петра II, великого герцога Ольденбургского, и принцессы Елизаветой Саксен-Альтенбургской) и его жены, принцессы Елизаветы Александрины Мекленбург-Шверинской (1869—1955), (дочери Фридриха Франца II, великого герцога Мекленбург-Шверинского и принцессы Марии Шварцбург-Рудольштадт).
В 1900 году, после вступления его отца Фридриха Августа II на ольденбургский герцогский престол, Николаус стал наследником герцогского трона. Служил в 19-м Ольденбургском драгунском полку. После отречения отца от трона 19 ноября 1918 года Николаус потерял статус наследника герцогского престола.
В 1925 году Николаус фон Ольденбург был торжественно назначен почетным членом Fehmarn Ringreiterverein.
24 февраля 1931 года после смерти своего отца Николаус Фридрих Вильгельм унаследовал титул великого герцога Ольденбургского и взял на себя роль претендента на Ольденбургский герцогский престол.
Николаус приходился двоюродным братом нидерландской королеве Юлиане. В 1937 году вместе с женой и другими членами семьи он был гостем на свадьбе принцессы Юлианы с принцем Бернардом Липпе-Бистерфельдским.
Он был членом «Стального шлема». 1 мая 1937 года он вступил в НСДАП (членский номер 4 085 803). Он был членом штаба Генриха Бёмкера и ему было поручено осуществить процесс интеграции, что он, по-видимому, и сделал без серьезных проблем. По всем имеющимся данным, между этой разношерстной парой завязались дружеские отношения. Бёмкер был польщен тем, что герцог был его бригадным адъютантом, в то время как Николаус был рад входить в правление «Кружка поэтов Ойтина», основанного в 1936 году, и предоставить элегантные комнаты своего замка в городе для литературных встреч. Кроме того, он имел чин майора запаса.

2 июня 1941 года он написал Генриху Гиммлеру в письме:
Я был бы очень признателен, если бы вы кратко сообщили мне, смогу ли я в принципе закупить более крупные партии товаров на Востоке после окончания войны.

## Браки и дети
26 октября 1921 года в Бад-Арользене Николаус женился на принцессе Елене Вальдек и Пирмонт (22 декабря 1899 — 18 января 1948), единственной дочери Фридриха, принца Вальдека и Пирмонта (1865—1946), и его жены, принцессы Батильде Шаумбург-Липпской (1873—1962).
У супругов было девять детей:
- Антон-Гюнтер Ольденбургский (16 января 1923 — 20 сентября 2014), женат с 1951 года на принцессе Амели Левенштайн-Вертгейм-Фрейденберг (1923—2016)
  - Герцогиня Хелена Елизавета Батильдис Маргарита Ольденбургская (род. 3 августа 1953, Растеде), незамужняы
  - Герцог Кристиан Николаус Удо Петер Ольденбургский (род. 1 февраля 1955, Растеде), женат с 1987 года на графине Каролине цу Ранцау (род. 10 апреля 1962)
    - Герцог Александр Пауль Ганс Каспар Андреас Даниэль Карл Филипп Ольденбургский (род. 17 марта 1990, Любек)
    - Герцог Филипп Константин Раймунд Клеменс Ханс Генрих Ольденбургский (род. 28 декабря 1991, Любек)
    - Герцог Антон Фридрих Людвиг Ян Венсан Ольденбургский (род. 9 января 1993, Любек)
    - Герцогиня Катарина Бибиана Эдвина Изабелла Ольденбургская (род. 20 февраля 1997, Любек)

- Рикса Елизавета Батильдис Энна Сесиль Ольденбургская (28 марта 1924 — 1 апреля 1939), она умерла в возрасте пятнадцати лет после того, как она упала с лошади
- Петр Фридрих Август Макс Ольденбургский (7 августа 1926 — 18 ноября 2016), женат с 1951 года на принцессе Гертруде Левенштайн-Вертхайм-Фройденберг (24 января 1926 — 4 февраля 2011), сестре принцессы Амелии Левенштайна-Вертгейм-Фрейденбергской. У них четверо детей:
  - Фридрих Август Николая Удо Питер Филипп Ольденбургский (26 сентября 1952 — 12 сентября 2018), женат с 1981 года на Белинде Вартер (род. 1954). У них есть три дочери:
    - Анастасия Каролина Маргарита Адельгейда Ольденбургская (род. 10 октября 1982), замужем за Марком Лойем. У них трое детей.
    - Алиса Иоганна Хелена Сюзанна Ольденбургская (род. 15 апреля 1986), с 2017 года замужем за Филиппом Моциоцием. У супругов 2 дочери.
    - Кара Эмма Аманда Беттина Ольденбургская (род. 14 июня 1993), в 2024 году вышла замуж за Ника Кокса.

  - Маргарет Элизабет Батильдис Амели Эйлика Барбара Мари-Аликс Альтбург Ольденбургская (род. 16 мая 1954), замужем с 1985 года за принцем Филиппом де Круа (род. 1957), потомком Анны Эммануэль де Круа. У них трое детей:
    - Александр Фридрих Август Альбрехт Эрнст фон Крой (род. 6 марта 1987), в 2016 году женился на Кате Шульц (род. 1988). У них есть один сын.[4]
    - Максимилиан Йоханнес Александр Энгельберт фон Крой (31 мая 1988 — 12 января 2015), холост и бездетен.
    - Розали Франциска Кэролин Мари-Эжени фон Крой (род. 23 октября 1990), в 2017 году вышла замуж за Альтграфа Конрада Зальм-Райффершайдт-Райца.

  - Николаус Антон-Гюнтер Макс Иоганн Эрнст Альфред Ольденбургский (род. 21 мая 1955), женат с 1982 года на Анне Дикергофф (род. 1958). У них есть трое сыновей:
    - Кристоф Христиан Людвиг Фридрих Вильгельм Ольденбургский (род. 31 декабря 1985)
    - Георг Фридрих Август Карл Константин Хубертус Клаус Ольденбургский (род. 29 января 1990)
    - Оскар Филипп Раймунд Томас Ян Ольденбургский (род. 31 января 1991)

  - Георг-Мориц Фридрих Фердинанд Эгильмар Гуно Ольденбургский (25 июня 1957 — 13 января 2011), холост и бездетен.
- Эйлика Стефани Элизабет Фекла Ульяна Ольденбургская (2 февраля 1928 — 26 января 2016), муж с 1950 года Эмих цу Лейнинген (1926—1991). У них четверо детей и шесть внуков.
  - Принцесса Мелита Элизабет Батильда Элен Маргарита Лейнингенская (род. 19 июня 1951), муж с 14 апреля 1978 года Хорст Легрум (1929—1994). Детей у них не было.
  - Принц Карл Эмих Лейнингенский (род. 12 июня 1952), 1-я жена с 8 июня 1984 года принцесса Маргарита Гогенлоэ-Эринген (1960—1989), 2-я жена с 15 июня 1991 года Габриэла фон Тиссен (род. 1963), развод в 1998 году, 3-я жена с 8 сентября 2007 года графиня Изабелла фон унд цу Эглофштейн (род. 12 марта 1975). У принца Карла Эмиха родились трое детей от трёх брачных союзов:
    - Принцесса Сесилия Лейнингенская (род. 10 июня 1988), от первого брака
    - Принцесса Тереза Лейнингенская (род. 16 апреля 1992), от второго брака
    - Принц Эмих Лейнингенский (род. 2010), от третьего брака

  - Андреас, князь Лейнингенский (род. 27 ноября 1955), женат с 5 октября 1981 года на принцессе Александре Ганноверской (род. 18 февраля 1959), трое детей
  - Принцесса Стефания Маргарита Лейнингенская (1 октября 1958 — 23 сентября 2017), замужем не была. Детей не имела.
- Эгильмар Фридрих Франц Стефан Вильгельм Ольденбургский (14 октября 1934 — 10 мая 2013), холост и бездетен.
- Фридрих Август Ольденбургский (11 января 1936 — 9 июля 2017), первым браком женат с 1965 года на принцессе Марии Сесилии Прусской (род. 1942), они развелись 23 ноября 1989 года. В 1991 году он вторично женился на графине Донате Кастель-Рюденхаузен (1950—2015).
  - Герцог Павел-Владимир Николаус Луи-Фердинанд Питер Макс Карл-Эмих Ольденбургский (род. 16 августа 1969, Любек), женат с 2001 года на Марии дель Пилар Мендес де Виго-и-Лёвенштейн-Вертхайм-Розенберг (род. 20 октября 1970, Мадрид), внучке Карла, 8-го князя Левенштайн-Вертхайм-Розенберга. У них четверо сыновей и одна дочь:
    - Герцог Кирилл Фридрих-Август Хайме Кристобаль Герман Винценц Антониус Йозеф Мария Ольденбургский (род. 13 июня 2002, Берлин)
    - Герцог Карл Якоб Лев Вильфрид Йозеф Мария Ольденбургский (род. 19 апреля 2004, Ойтин)
    - Герцог Пауль Мари Ольденбургский (род. 8 сентября 2005)
    - Герцогиня Мария Ассунта Ольденбургская (род. 21 марта 2007)
    - Герцог Петер Ольденбургский (род. 2009)

  - Герцогиня Рикса Мария Алиса Кира Альтбурга Ольденбургская (род. 17 сентября 1970, Любек), муж с 2012 года Стефан Сандерс
  - Герцогиня Бибиана Мария Гертруда Александра Ольденбургская (род. 24 июня 1974, Ольденбург). Она вышла замуж в 2004 году за Петра Дорнера (род. 19 февраля 1972). У них есть дети:
    - Ксения
    - Рикса
    - Алексей.
- Альтбурга Елизавета Хильда Ингеборг Мари Луиза Матильда Ольденбургская (род. 14 октября 1938), замужем с 1967 года за бароном Рюдигером фон Эрффра (род. 1936). У них есть пять сыновей и двенадцать внуков:
  - Барон Карл Маттиас Николаус Хуно Буркхарт Гартман фон Эрффра (род. 20 декабря 1968), женат с 1997 года на баронессе Александре фон Мирбах. У них четверо детей:
    - Баронесса Элизабет Кристин Ольга Софи фон Эрффра (род. 27 сентября 2000)
    - Барон Николаус Хубертус Константин Гартман фон Эрффра (12 ноября 2001)
    - Барон Людвиг Стефан Карл Фердинанд фон Гартмана Эрффра (20 июня 2003)
    - Барон Максимилиан Хубертус Вольфрам Хартманн фон Эрффра (8 октября 2005)

  - Барон Рудольф Антон-Гюнтер Иоганн Фридрих-Август Мандред Гартман фон Эрффра (род. 12 декабря 1969), женат с 1998 года на Катарине Бельцер фон Альбертис (род. 1969). У них трое детей:
    - Баронесса Барбара Йоханна Мария фон Эрффра (16 апреля 1999)
    - Барон Корнелий Стефан Хеннинг Гартман фон Эрффра (род. 24 декабря 2000)
    - Баронесса Паулина Вита Клава фон Эрффра (род. 2 июля 2003)

  - Барон Фердинанд Питер Хартманн фон Эрффра (род. 16 февраля 1971), женат с 1998 года на Ингербор фон дер Шуленбург он женился Шуленбург-Альвенслебен (род. 1972). У них есть трое сыновей:
    - Маттиас барон Карл Людвиг Хартманн фон Эрффра (род. 28 апреля 2000)
    - Барон Антон Стефан Кристиан Хартманн фон Эрффра (род. 18 июня 2002)
    - Барон Питер Рудольф Конор Томас Хартманн фон Эрффра (род. 18 июля 2004)

  - Барон Хубертус Кристоф Хартманн фон Эрффра (род. 15 октября 1974), женат с 2008 года на Фи Герлинг (род. 1978).
  - Барон Стефан Эгильмар Гартман фон Эрффра (род. 15 октября 1974), женат с 2003 года на Элен фон Шанценбах. У них две дочери:
    - Баронесса Филиппа Аннетт Ингеборг фон Эрффра (род. 22 ноября 2005)
    - Баронесса Сесилия Доротея Рейли Катарина фон Эрффра (род. 21 сентября 2007)
- Гуно Фридрих Питер Макс Ольденбургский (род. 3 января 1940), женат с 1970 года Фелиците-Аните, графине фон Шверин фон Крозиг (род. 1941). У них две дочери и трое внуков:
  - Беатрикс Амели Эренгард Айлика Ольденбургская (род. 27 мая 1971), с 2010 года замужем за Свеном Андреасом фон Шторхом (род. 1970). Детей в браке нет.
  - София Альтбург Мари Сесиль Маргарета Ольденбургская (род. 6 ноября 1972), муж с 2004 года Йозеф Мария фон Радовиц (род. 1969), трое детей:
    - Жозеф фон Радовиц (род. 26 августа 2006)
    - Аглаэ фон Радовиц (род. 9 января 2009)
    - Энцо Александр Штефан Филипп фон Радовиц (род. 23 августа 2010)
- Иоганн Адольф-Фридрих Ольденбургский (3 января 1940 — 5 апреля 2025), женат с 1971 года на графине Илке фон Ортенбург (род. 1942). У них трое детей и пятеро внуков:
  - Эйлика Ольденбургская (род. 22 августа 1972), вышла замуж в 1997 году за эрцгерцога Георга Австрийского (род. 1964). У них трое детей.
  - Татьяна Ингеборг Альтбург Элизабет Марита Ольденбургская (род. 11 ноября 1974), муж с 2011 года Аксель де Шаваньяк. У них двое детей:
    - Александрин де Шаваньяк (род. 30 сентября 2011)
    - Астрид де Шаваньяк (род. 31 января 2014)

  - Константин Николаус Альрам Генрих Хубертус Ольденбургский (род. 13 декабря 1975), женат с 2012 года на Эстер Санчес Кальво. У супругов 2 дочери.

Его жена умерла в 1948 году, он вторично женился 20 сентября 1950 года в Гюльденштайне на Анне-Марии фон Шутцбар Мильхлинг (3 июля 1903 — 1 января 1991), единственной дочери Рудольфа фон Шутцбара Мильхлинга и Рози Марстон. Первым мужем с 1924 года Анны-Марии был граф Бехтольд фон Бернсторф, с которым она развелась в 1948 году. У них не было детей.

## Титулы и стили
- 10 августа 1897 — 13 июня 1900 года: «Его Высочество Герцог Николаус Ольденбургский»
- 13 июня 1900 — 3 апреля 1970 года: «Его Королевское Высочество Наследный Великий Герцог Ольденбургский».

## Награды
- Великий магистр Ордена Заслуг Герцога Петра-Фридриха-Людвига
- Кавалер Ордена Черного орла
- Кавалер Ордена Святого Иоанна Иерусалимского